# Knights of Sidonia
Ne doit pas être confondu avec Knights of Cydonia.
Knights of Sidonia (シドニアの騎士, Shidonia no Kishi) est un seinen manga écrit et dessiné par Tsutomu Nihei. Il est prépublié entre avril 2009 et septembre 2015 dans le magazine Monthly Afternoon de l’éditeur Kōdansha, et est compilé en un total de quinze tomes. La version française est publiée par Glénat depuis janvier 2013.
Une adaptation en série télévisée d'animation produite par Polygon Pictures est diffusée entre avril et juin 2014. Une seconde saison est diffusée entre avril et juin 2015. Hors du Japon, la série est diffusée exclusivement en streaming sur Netflix.

## Synopsis
Après avoir vu le système solaire détruit par les extraterrestres appelés Gauna (奇居子) il y a mille ans de cela, les rescapés furent contraints à l'exil dans les vastes confins de l'univers à la recherche d'une nouvelle planète habitable. Toutefois, cette guerre millénaire contre les Gaunas perdura, obligeant les Humains à trouver un moyen d'affronter leurs ennemis jurés pour trouver un Eden perdu dans l'univers. Ils transcendent alors l'espace à bord de plusieurs vaisseaux, dont le "Sidonia", recelant une puissante armada de Sentinelles, armes révolutionnaires mises au point pour éradiquer la menace.
Un jeune Sidonien, Nagate Tanikaze, entraîné à combattre, rêve de faire partie de l'élite des pilotes et de consacrer sa vie à protéger Sidonia. Il n'imagine pas un seul instant qu'il marchera dans les pas de son grand-père...

## Personnages
Nagate Tanikaze (谷風 長道, Tanikaze Nagate)
Tanikaze Nagate, doublé par Ryota Osaka, est le protagoniste principal de Knights of Sidonia. Il a grandi reclus avec son grand-père, Hiroki Saito, dans les niveaux souterrains de Sidonia. Après la mort de son grand-père et la fin des réserves de nourriture, il tente de voler du riz, ce qui mène à sa capture. Protégé par Kobayashi, il est intégré comme stagiaire au 628e groupe de pilotes d’élite.
Contrairement aux Sidoniens modernes capables de photosynthèse, Nagate doit se nourrir. En revanche, il possède un corps aux capacités de guérison exceptionnelles, pouvant régénérer ses os et survivre à des blessures mortelles. Il devient le pilote attitré du vaisseau historique Tsugumori, se distinguant rapidement au combat par son sens du jugement, son courage et son efficacité en solo. Il est plus tard nommé chef d’escouade et gagne la reconnaissance en tant que chevalier de Sidonia.
Nagate est en réalité un clone génétiquement modifié du héros Hiroki, créé en secret par Kobayashi 14 ans plus tôt, avec une forme d'immortalité. Hiroki, refusant cette substitution, s’enfuit avec l’enfant clone et l’élève en secret. Dès l’enfance, Nagate montre des talents exceptionnels en pilotage.
Sa vie bascule lorsqu’il découvre son origine et rejoint l'Association des membres d'équipage. Lors d’un affrontement crucial contre les Gauna autour de l'étoile Rem, il frôle la mort. Il est sauvé in extremis par Tsumugi, une créature hybride, qui se sacrifie pour lui. Cet événement le marque profondément.
Après la victoire contre le grand vaisseau Shugah, Nagate retourne à Sidonia. Sur Rem, il s’installe, épouse Tsumugi (recréée par Yure), et ensemble, ils ont une fille nommée Nodoka.
Capitaine Kobayashi (小林艦長, Kobayashi-kanchō)
Kobayashi est la 28e capitaine de Sidonia et la commandante suprême des forces armées. Membre fondatrice de l’équipage immortel, elle vit depuis environ 700 ans. Figure d’autorité, elle est connue pour son sang-froid et ses décisions stratégiques implacables, toujours prises dans l’intérêt de la survie de Sidonia, même si elles paraissent inhumaines.
Elle dissimule son visage derrière un masque de type Nô, symbole de distance émotionnelle, qu’elle ne retire qu’en présence de quelques rares personnes de confiance comme Nagamichi. Lors de ses déplacements, elle est escortée par des gardes vêtus de noir et portant des masques similaires.
Derrière sa rigueur, Kobayashi cache une profonde culpabilité et une certaine incertitude. Le masque lui sert aussi à dissimuler ces sentiments. Avec le temps, en observant la nouvelle génération comme Nagate, elle commence à assouplir sa manière de penser, reconnaissant les erreurs du passé, notamment dans le conflit avec Hiroki et Ochiai.
Lors d’une attaque destructrice du vaisseau Shugaf, elle abandonne son masque et soigne elle-même les blessés, révélant un aspect plus humain. Elle finit par confier l’avenir de Sidonia à Nagate et aux pilotes de la nouvelle génération.
Dans sa vie quotidienne, elle aime se mêler anonymement aux membres de l’équipage. Elle apparaît parfois comme médecin ou tenancière de l’auberge Gravity Hall. Elle a même chanté des chansons de l’époque terrestre dans sa zone résidentielle. Ancienne pilote stagiaire inspirée par Hiroki, elle était autrefois une jeune fille aux cheveux courts et aux lunettes.
Après les événements principaux, elle participe à la colonisation de la Planète Sept et assiste au départ de la Nouvelle Sidonia depuis la surface.
Izana Shinatose (科戸瀬 イザナ, Shinatose Izana)
Shinatose Izana est un personnage central, initialement exprimé par Satomi Moriya, puis par Aki Toyosaki dans l’adaptation animée. Apprenti·e pilote gardien·ne, il/elle devient pilote régulier·e peu après Nagate Tanikaze, avec qui il/elle se lie d’amitié dès l’arrivée de ce dernier dans le quartier résidentiel.
Izana appartient à un genre neutre, ni homme, ni femme, ni hermaphrodite. Son genre peut s’adapter à son partenaire, bien qu’il/elle puisse également se reproduire seul·e par parthénogenèse. D'apparence androgyne, Izana porte un uniforme proche de celui des filles, avec des culottes, des chaussettes hautes et des bottes longues, tout en utilisant les vestiaires masculins séparés. Il/elle est souvent montré·e portant un maillot de bain une pièce ou un yukata lors d’événements particuliers.
Izana se distingue par son courage et sa loyauté. Malgré des sentiments amoureux naissants pour Nagate, il/elle se heurte à la présence de rivales comme Kaede Midorikawa ou Tsumugi. Cette situation génère des conflits, notamment avec Kaede, mais Izana finit par accepter la relation entre Nagate et Tsumugi et leur accorde sa bénédiction.
Lors d’une mission, Izana subit de graves blessures et perd un bras et une jambe. Dans la version originale, cela survient à cause d’un Papillon Rouge déguisé ; dans l’anime, suite à une collision en tentant de sauver Tsumugi. Il/elle reçoit alors des prothèses mécaniques, dont une main à dix doigts, améliorant ses capacités de manipulation et de traitement d’information. À mesure que son corps se féminise, Izana rencontre des problèmes d’ajustement avec sa combinaison de pilote, qui explose à cause d’un piratage, nécessitant la création d’un nouvel équipement spécialisé.
Izana poursuit sa transformation et s’épanouit progressivement. À la fin, il/elle entame une relation avec Kata, un personnage modifié pour adopter une apparence masculine, et quitte Sidonia à ses côtés dans un voyage vers de nouveaux horizons.
Shizuka Hoshijiro (星白 閑, Hoshijiro Shizuka)
Shizuka, doublée par Aya Suzaki, est vice-représentante du 628e programme de formation des pilotes. Elle rencontre souvent Nagate et développe des sentiments pour lui après avoir dérivé dans l’espace à ses côtés, piégés par une attaque de Gauna.
Tragiquement, elle meurt en tentant de le sauver. Son corps est ensuite utilisé pour créer un Ena Hoshijiro, une réplique Gauna d’elle, stockée à l’Institut de génomique extracellulaire. Bien que consciente qu’il ne s’agit plus vraiment d’elle, Nagate reste attaché à cette forme.
Deux spécimens de l’Ena Hoshijiro sont récupérés. Bien que ressemblant parfaitement à l’originale, seuls des fragments de souvenirs et de personnalité subsistent. L’un des spécimens fusionnera plus tard avec Tsumugi Shiraui, modifiant partiellement son apparence et ses souvenirs. Tsumugi remarque que ces souvenirs sont flous et partiels, affirmant : « Ils ne sont pas complètement partis, mais ils sont vagues. »
Norio Kunato (岐神 海苔夫, Kunato Norio)
Norio Kunato, exprimé par Takahiro Sakurai, est un pilote d’élite issu de la prestigieuse famille Kishin, dirigeant Kishin Development. Héritier de la neuvième génération, il est fier, talentueux mais aussi arrogant, convaincu de sa supériorité et prompt à discriminer ceux qu’il considère comme inférieurs, comme Nagate et Izana.
Promu pilote régulier en même temps que Nagate, son numéro de machine est le 701 (TS Gi-001). Brillant dans les simulateurs virtuels, il nourrit une obsession pour la machine Keiei et rêve de piloter le Tsugumori, ce qui le met rapidement en conflit avec Nagate, promu à ce poste avant lui. Jaloux, il ira jusqu’à piéger Nagate lors d’une bataille, provoquant la mort de leur camarade Hoshiboshi. Ce drame marque un tournant dans son évolution.
Dans l’anime, Kunato est profondément affecté par l’apparition de l’Ena de Hoshiboshi, développant un SSPT (syndrome de stress post-traumatique), qui le rend inapte à participer aux opérations. Il découvre que sa famille protège depuis des générations le cerveau auxiliaire d’Ochiai, un artefact porteur d’un savoir interdit. Curieux et troublé, il infiltre le laboratoire d’Ochiai avec Kaiun, ce qui entraîne la prise de contrôle de sa conscience par Ochiai.
Après une longue période d’aliénation mentale, il est gravement blessé lorsque Kanata devient incontrôlable. Libéré par le transfert d’Ochiai dans un autre corps, Kunato survit, son corps en grande partie mécanisé. Jugé psychologiquement stable par Yure, il reprend son rôle de pilote, profondément changé et assagi.
Au cours de la bataille finale contre le vaisseau Great Shugah, il prouve sa maturité en confiant le Tsugumori Kai-2 à Tanikaze pour défendre Sidonia. Il finit par regagner l’estime de ses camarades et rejoint le Corps des Gardiens de la Nouvelle Sidonia, entamant un nouveau voyage avec Inataro.

## Manga
La série est publiée dans le magazine Monthly Afternoon entre le 19 avril 2009 et le 25 septembre 2015. Elle comporte un total de quinze tomes. La version française est éditée par Glénat depuis janvier 2013. Le manga est également édité en Amérique du Nord par Vertical depuis février 2013.

### Liste des volumes
| no | Japonais          | Japonais          | Français          | Français          |
| no | Date de sortie    | ISBN              | Date de sortie    | ISBN              |
| -- | ----------------- | ----------------- | ----------------- | ----------------- |
| 1  | 23 septembre 2009 | 978-4-06-314597-7 | 23 janvier 2013   | 978-2-7234-8876-1 |
| 2  | 23 février 2010   | 978-4-06-310633-6 | 20 mars 2013      | 978-2-7234-8877-8 |
| 3  | 23 juillet 2010   | 978-4-06-310680-0 | 22 mai 2013       | 978-2-7234-8878-5 |
| 4  | 22 décembre 2010  | 978-4-06-310716-6 | 17 juillet 2013   | 978-2-7234-8879-2 |
| 5  | 23 mai 2011       | 978-4-06-310753-1 | 18 septembre 2013 | 978-2-7234-8880-8 |
| 6  | 21 octobre 2011   | 978-4-06-310783-8 | 6 novembre 2013   | 978-2-7234-9690-2 |
| 7  | 23 mars 2012      | 978-4-06-387812-7 | 22 janvier 2014   | 978-2-7234-9725-1 |
| 8  | 23 juillet 2012   | 978-4-06-387833-2 | 19 mars 2014      | 978-2-7234-9898-2 |
| 9  | 21 décembre 2012  | 978-4-06-387853-0 | 21 mai 2014       | 978-2-7234-9932-3 |
| 10 | 23 mai 2013       | 978-4-06-387886-8 | 17 septembre 2014 | 978-2-344-00291-9 |
| 11 | 23 octobre 2013   | 978-4-06-387928-5 | 5 novembre 2014   | 978-2-344-00335-0 |
| 12 | 20 mars 2014      | 978-4-06-387965-0 | 21 janvier 2015   | 978-2-344-00649-8 |
| 13 | 22 août 2014      | 978-4-06-387991-9 | 20 mai 2015       | 978-2-344-00697-9 |
| 14 | 23 février 2015   | 978-4-06-388033-5 | 5 août 2015       | 978-2-344-00944-4 |
| 15 | 20 novembre 2015  | 978-4-06-358791-3 | 24 août 2016      | 978-2-344-01485-1 |

## Anime
Une adaptation en série télévisée d'animation est annoncée en mai 2013. Elle est produite en images de synthèse par le studio Polygon Pictures avec une réalisation de Kōbun Shizuno et Hiroyuki Seshita et un scénario de Sadayuki Murai. La diffusion a débuté le 11 avril 2014 et s'est terminée après 12 épisodes le 27 juin 2014.
Une seconde saison est annoncée à la suite du dernier épisode. Les deux premiers épisodes sont diffusés en avant-première le 23 novembre 2014, et la saison entière a débuté en avril 2015, après la sortie d'un film récapitulatif de la première saison en mars 2015. La seconde saison est réalisée par Hiroyuki Seshita.
À l'international, la série est diffusée exclusivement en streaming sur Netflix dans tous les pays où le service est disponible à partir de juillet 2014 pour la première saison et de juillet 2015 pour la seconde saison.

### Liste des épisodes

#### Saison 1
| No | Titre français | Titre japonais | Titre japonais | Date de 1re diffusion |
| No | Titre français | Kanji          | Rōmaji         | Date de 1re diffusion |
| -- | -------------- | -------------- | -------------- | --------------------- |
| 1  | Commencement   | 初陣           | Uijin          | 11 avril 2014         |
| 2  | Oubli          | 星空           | Hoshizora      | 18 avril 2014         |
| 3  | Gloire         | 栄光           | Eikō           | 25 avril 2014         |
| 4  | Sacrifices     | 選択           | Sentaku        | 2 mai 2014            |
| 5  | À la dérive    | 漂流           | Hyōryū         | 9 mai 2014            |
| 6  | Salutations    | 敬礼           | Keirei         | 16 mai 2014           |
| 7  | Détermination  | 覚悟           | Kakugo         | 23 mai 2014           |
| 8  | Immortalité    | 不死           | Fushi          | 30 mai 2014           |
| 9  | Affinité       | 眼差           | Manazashi      | 6 juin 2014           |
| 10 | Décisions      | 決意           | Ketsui         | 13 juin 2014          |
| 11 | Collision      | 衝突           | Shōtosu        | 20 juin 2014          |
| 12 | Foyer          | 帰艦           | Kikan          | 27 juin 2014          |

#### Saison 2
| No | Titre français | Titre japonais | Titre japonais | Date de 1re diffusion |
| No | Titre français | Kanji          | Rōmaji         | Date de 1re diffusion |
| -- | -------------- | -------------- | -------------- | --------------------- |
| 1  | Conflit        | 葛藤           | Kattō          | 11 avril 2015         |
| 2  | Aptitude       | 能力           | Nōryoku        | 18 avril 2015         |
| 3  | Trajectoire    | 針路           | Shinro         | 25 avril 2015         |
| 4  | Fureur         | 激昂           | Gekikō         | 2 mai 2015            |
| 5  | Espoir         | 願望           | Ganbō          | 9 mai 2015            |
| 6  | Camaraderie    | 起動           | Kidō           | 16 mai 2015           |
| 7  | Bouleversement | 鳴動           | Meidō          | 23 mai 2015           |
| 8  | Retrouvailles  | 再会           | Saikai         | 30 mai 2015           |
| 9  | Mission        | 任務           | Ninmu          | 6 juin 2015           |
| 10 | Entrée         | 進入           | Shinnyū        | 13 juin 2015          |
| 11 | Affrontement   | 邂逅           | Kaikō          | 20 juin 2015          |
| 12 | Bataille       | 決戦           | Kessen         | 27 juin 2015          |

### Musique
| Générique | Épisodes | Début             | Début   | Fin             | Fin          |
| Générique | Épisodes | Titre             | Artiste | Titre           | Artiste      |
| --------- | -------- | ----------------- | ------- | --------------- | ------------ |
| Saison 1  | 1 – 12   | Sidonia           | angela  | Tenohira -Show- | Eri Kitamura |
| Saison 2  | 1 – 12   | Kishi Kōshinkyoku | angela  | Requiem         | CustomiZ     |

### Doublage
| Personnages         | Personnages         | Voix japonaises  |
| ------------------- | ------------------- | ---------------- |
| Nagate Tanikaze     | Nagate Tanikaze     | Ryōta Ōsaka      |
| Capitaine Kobayashi | Capitaine Kobayashi | Sayaka Ohara     |
| Izana Shinatose     | Izana Shinatose     | Aki Toyosaki     |
| Shizuka Hoshijiro   | Shizuka Hoshijiro   | Aya Suzaki       |
| Norio Kunato        | Norio Kunato        | Takahiro Sakurai |
| Eiko Yamano         | Eiko Yamano         | Nanako Mori      |

## Accueil
Le manga est sélectionné pour le prix Asie de la critique 2013 décerné par l’Association des critiques et des journalistes de bande dessinée. En 2015, il remporte le 39e Prix du manga Kōdansha dans la catégorie générale.